# 些姓
些姓又作㱔姓，是一个中国罕见姓氏，多分布于云南。纳西族（摩些族）、彝族、汉族均有以此为姓者。
在中国以“些”字为姓的约有上百人。而由于“㱔”字不在《通用规范汉字表》收录范围内，㱔姓的人在填写和录入有关信息时仍遇到困难。